# Convento de Ganfei
El Convento de Ganfei, también conocido como Igreja Paroquial de Ganfei o Igreja do Divino Salvador (Parroquia de Ganfei o Iglesia del Salvador), es un antiguo monasterio benedictino, ubicado en la parroquia de Ganfei, del municipio de Valencia de Miño.

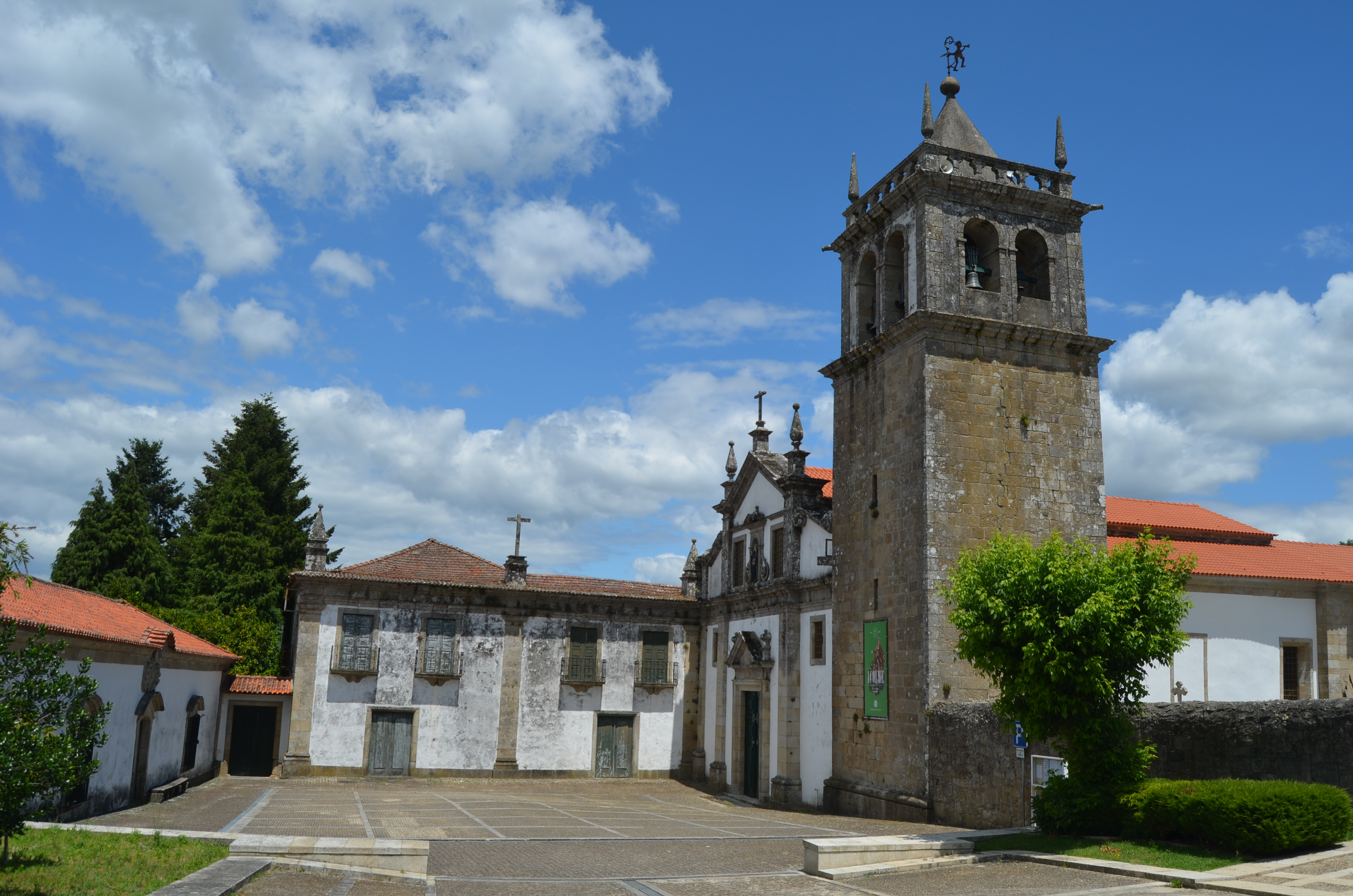
Convento de Ganfei.

## Historia

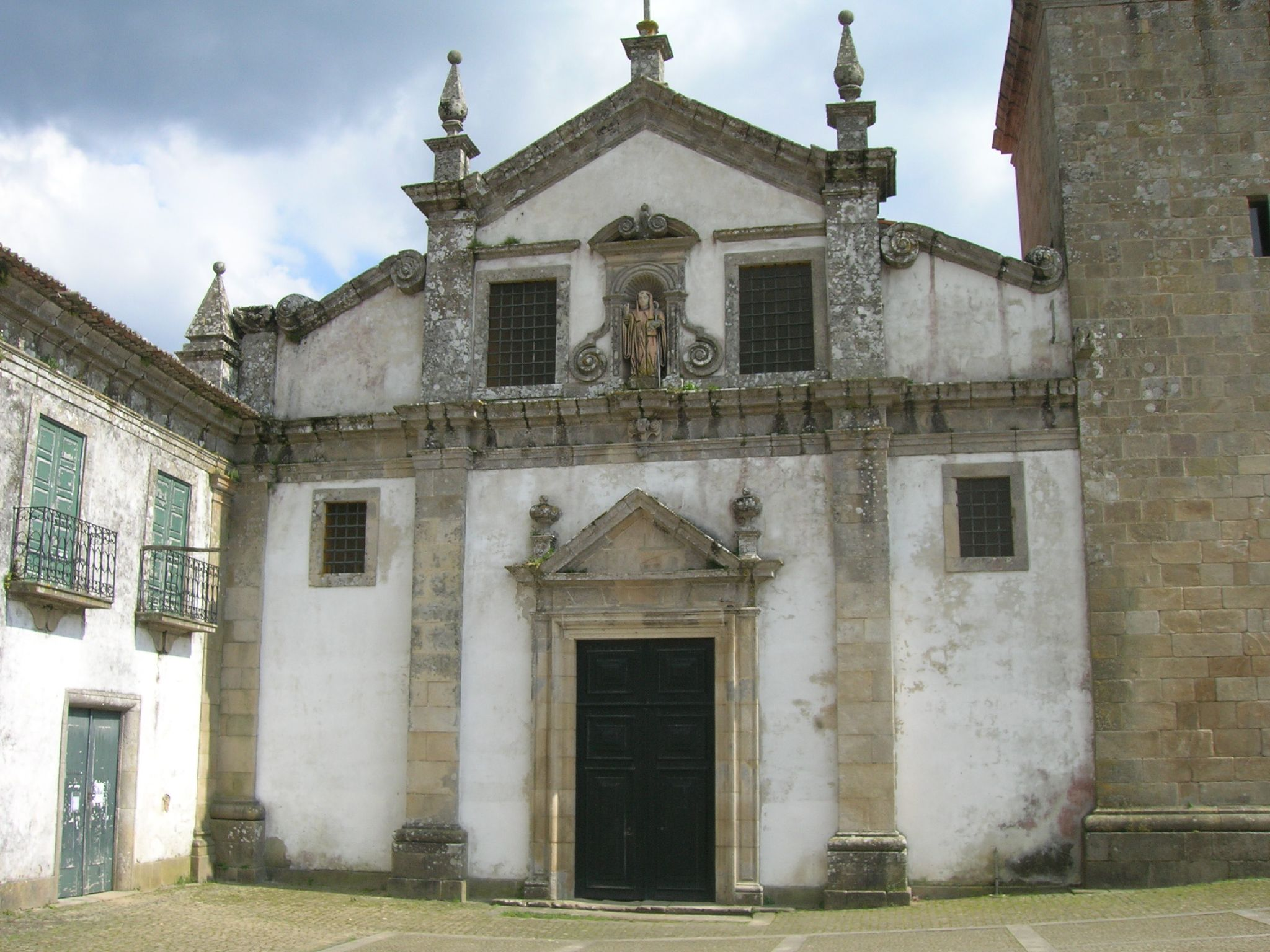
Fachada de la Iglesia.

La iglesia románica de tres naves y el Convento de Ganfei son edificios que datan probablemente de la segunda mitad siglo XII. Fueron declarados Bien de Interés Público en 1956.
La fundación del monasterio corresponde a la época visigoda. Según una inscripción del claustro, el monasterio fue destruido en el año 1000 por el cacique árabe Almanzor y fue reconstruido en 1018 bajo el patrocinio de Ganfried o Ganfei, caballero francés que llegó a santo, que dio nombre a la parroquia y al monasterio.
En el siglo XVIII se realizan una nueva portada y altar mayor, manteniéndose el resto en su estilo románico original. En 1760 los restos de S. Ganfei fueron trasladados a la iglesia.

## Arquitectura
El templo es de planta de tres naves y cuatro tramos, sin crucero saliente. Cubierta de madera, sostenida por pilares rectangulares que comunican con las naves laterales mediante arcos de descarga. No se conservan las esculturas de la antigua fachada románica sustituida por otra siglo XVIII. Aquella reforma alargó la nave mayor y su ábside semicircular fue transformado en rectangular. Las naves laterales terminan en ábsides semicirculares.
El CONVENTO se organiza alrededor de un claustro de dos plantas, separadas por un friso, con arcos de medio punto sobre columnas jónicas en el primero y en el segundo, miradores de dintel recto y barandilla de hierro. 